# Pénitencier d'État du Dakota du Sud
South Dakota State Penitentiary
Le pénitencier de l'État du Dakota du Sud est un pénitencier d'État américain situé dans la localité de Sioux Falls, la plus grande ville du Dakota du Sud se trouvant dans le comté de Minnehaha.
Le pénitencier possède un atelier de construction où des détenus fabriquent plusieurs objets pour l'État, notamment des boiseries et des plaques d'immatriculation. Il abrite également le couloir de la mort pour hommes condamnés à mort par la justice d'État du Dakota du Sud ainsi que la chambre d'exécution (en) de l'État.

## Histoire
En 1881, Richard Pettigrew, alors délégué à la Chambre des représentants des États-Unis pour le territoire du Dakota, fait pression et obtient une subvention fédérale pour construire la prison de Sioux Falls, qui peut être vue depuis la rivière Big Sioux. Le pénitencier a été conçu par l'architecte Wallace L. Dow (en) et achevé en 1882,. La résidence du directeur de la prison est achevée en 1884. Dans les années 1890, les prisonniers extrayaient des pierres pour construire un mur d'enceinte de la cour de la prison. Construit à l'origine comme prison territoriale en 1881, il est devenu le pénitencier de l'État du Dakota du Sud lorsque le Dakota du Sud obtient le statut d'État en 1889[réf. nécessaire].
Le 11 juillet 2007, la première exécution post - Gregg v. Georgia a eu lieu au pénitencier. Elijah Page (en) 25 ans, est exécuté par injection létale pour le meurtre de Chester Poage (en). Il s'agit de la première exécution ayant lieu au Dakota du Sud depuis plus de soixante ans.
Le 12 avril 2011, l'agent correctionnel Ronald « RJ » Johnson (en) est matraqué à mort par deux détenus qui tentaient de s’évader. Les deux détenus sont arrêtés dans l'enceinte de la prison et sont condamnés à mort à la suite de cet événement. Un troisième détenu est également à une peine de réclusion à perpétuité pour avoir fourni du matériel nécessaire à ce meurtre. Le premier condamné, Eric Donald Robert, est exécuté le 16 octobre 2012, en utilisant la nouvelle méthode d'injection létale d'un seul médicament mise en œuvre par le Dakota du Sud. Le deuxième condamné, Rodney Scott Berget, est exécuté le 29 octobre 2018

## Projet de remplacement du pénitencier
En octobre 2023, le Département des services correctionnels du Dakota du Sud (en) finalise l'acquisition de deux parcelles de 160 acres (64,75 ha) situées dans le township de Dayton, dans le comté de Lincoln, Le département prévoit d'y construire un nouvel établissement pour hommes destiné à remplacer le pénitencier existant de Sioux Falls,.

## Description
Le pénitencier de l'État du Dakota du Sud est situé dans le nord de Sioux Falls et occupe environ 30 acres (12,14 ha). Bien qu'une grande partie des bâtiments d'origine subsiste, de nombreux changements structurels ont eu lieu au fil des ans. Le bâtiment cellulaire principal comprend trois unités de logement. L'annexe G. Norton Jameson accueille ses premiers détenus détenus en février 1993. L'annexe Jameson comprend trois unités d'habitation dans un périmètre sécurisé et une unité de sécurité minimale appelée Unité C, située à l'extérieur de la clôture du périmètre.

## Actions de réinsertion par le travail et la formation des détenus
L'emploi des détenus au sein du pénitencier se divise en deux catégories principales : le soutien institutionnel (soutien au fonctionnement de la prison) et les industries pénitentiaires (en anglais : Prison Industries). Le soutien institutionnel comprend les personnes employées dans le service alimentaire, les commis de divers services, les aides-soignants de cellule et les personnes travaillant à l'entretien. Les industries pénitentiaires comprennent des services de tapisserie, d'impression, de signalisation, de décalcomanie, de fabrication de plaques d'immatriculation, de menuiserie, de reliure, d'atelier d'usinage, d'unité Braille, de vêtements et de saisie de données. Tous les travaux, à l’exception des vêtements et de la saisie de données, sont effectués au pénitencier. La plupart du tâches est effectuée pour des agences gouvernementales. Les détenus bénéficient de cours d’alphabétisation, d’éducation de base pour adultes et de cours de GED[réf. nécessaire].

## Détenus notables
- Robert Leroy Anderson (en) – reconnu coupable des meurtres de Larisa Dumansky et Piper Streyle ; s'est pendu le 30 mars 2003.
- Rodney Berget (en) – reconnu coupable du meurtre de Ronald Johnson (en) et exécuté par injection létale le 29 octobre 2018.
- Darrell Hoadley (en) – reconnu coupable du meurtre de Chester Poage (en) ; purge une peine d'emprisonnement à perpétuité.
- William Kunnecke (en) – un tueur en série germano-américain. Après avoir purgé une peine de réclusion à perpétuité, il s'évada le 3 septembre 1919 et ne fut jamais capturé.
- Donald Moeller (en) – reconnu coupable de l'enlèvement, du viol et du meurtre de Becky O'Connell (en) et exécuté par injection létale le 30 octobre 2012.
- Michael Nordman (en) – reconnu coupable du meurtre de Ronald Johnson (en) ; il purge deux peines de prison à vie consécutives pour le meurtre et une autre affaire de viol d’enfant.
- Elijah Page (en) – reconnu coupable du meurtre de Chester Poage (en) ; exécuté par injection létale le 11 juillet 2007.
- Briley Piper (en) – reconnu coupable du meurtre de Chester Poage (en) ; seule personne dans le couloir de la mort dans le Dakota du Sud.
- Charles Rhines (en) – reconnu coupable du meurtre de Donnivan Schaffer ; exécuté par injection létale le 4 novembre 2019.
- Eric Robert (en) – reconnu coupable du meurtre de Ronald Johnson (en) et exécuté par injection létale le 15 octobre 2012.